# روستای سیاه خان پیری جوان
روستای سیاه خان پیری جوان، روستایی از توابع بخش جزینک شهرستان زهک در استان سیستان و بلوچستان ایران است.

## جمعیت
این روستا در دهستان جزینک قرار دارد و براساس سرشماری مرکز آمار ایران در سال ۱۳۹۵، جمعیت آن ۷۴ نفر (۱۸ خانوار) بوده‌است.